# Partenon w Nashville
Partenon w Nashville – jedyna na świecie dokładna replika oryginalnej greckiej świątyni w Atenach, znajduje się w Nashville (stan Tennessee), USA..

## Opis
Budynek w Nashville powstał w latach 1921-1931 z cegły, kamienia, żelbetu konstrukcyjnego i kruszywa z betonu lanego. Został zbudowany ściśle według pierwowzoru ateńskiego Partenonu, tzn. ma dokładnie takie same wymiary i identyczne rozwiązania architektoniczne, np. wszystkie poziome elementy architektoniczne wyginają się lekko w środku, aby dla ludzkiego oka sprawiać wrażenie idealnie prostych. Z tego samego powodu wszystkie zewnętrzne kolumny są lekko nachylone do wewnątrz i mają lekkie wybrzuszenie lub wypukłą krzywiznę trzonu. Budynek otoczony jest przez 46 kolumn doryckich. Wnętrze podzielone jest na dwie sale. Wschodnia sala (naos) mieści rekonstrukcję posągu Ateny Partenos i ma dwupiętrową kolumnadę z trzech stron. Sala zachodnia jest zwana "Salą skarbu". W starożytności w oryginalnym pomieszczeniu o tej nazwie znajdował się skarb Aten.
Dach, poszerzone ściany i kolumny nośne zostały wykonane ze zbrojonego betonu. Zachowano ceglane ściany i nienośne kolumny budynku z 1897 i włączono je do nowej konstrukcji. Z betonu wykonano wszystkie powierzchnie zewnętrzne, a także dachówki, elementy dekoracyjne i rzeźby. Metopy fryzu doryckiego i figury na frontonach wykonano według odlewów oryginalnych rzeźb marmurowych.

## Historia
Z okazji Wystawy Stulecia w Nashville w 1895 położono kamień węgielny pod budowę Partenonu. Pierwotny budynek był zbudowany z gipsu, drewna i cegły. Po zakończeniu wystawy Partenonu nie zburzono, a wokół niego utworzono park miejski. W 1915 stało się oczywiste, że budynek, wykonany z nietrwałych materiałów, zaczyna się rozpadać. W 1920 władze miejskie postanowiły zastąpić go trwałą konstrukcją. Do 1925 wzniesiono Partenon, a w 1931 wykończono wnętrze. Partenon został ponownie otwarty dla publiczności jako muzeum miejskie 20 maja 1931. W latach 1982–1990 rzeźbiarz Alan LeQuire wykonał replikę posągu Ateny Partenos (odsłoniętą 20 maja 1990). W 2002 posąg pozłocono i pomalowano. Obecnie Partenon mieści czasowe wystawy i galerie sztuki światowej i amerykańskiej.

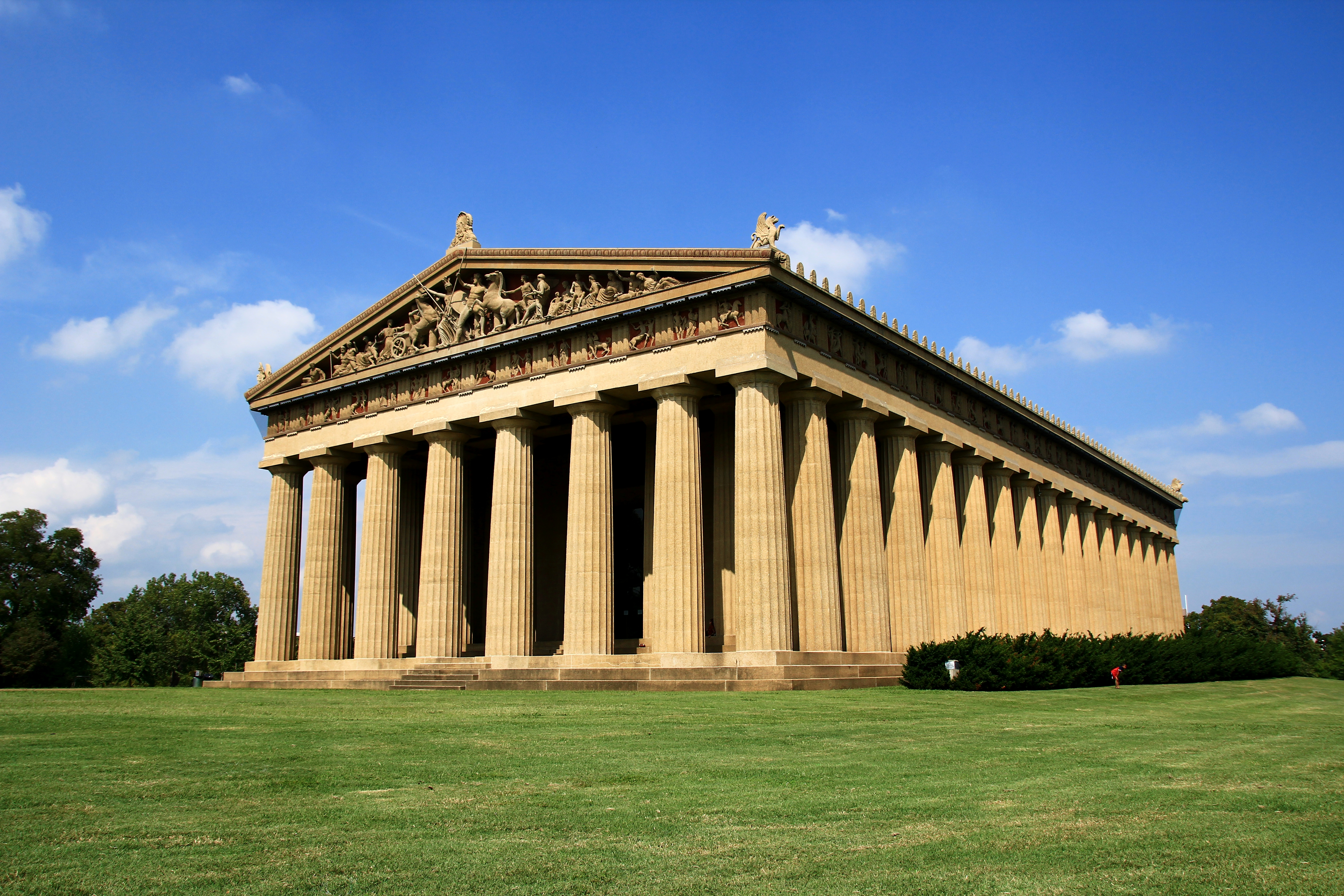
Widok ogólny
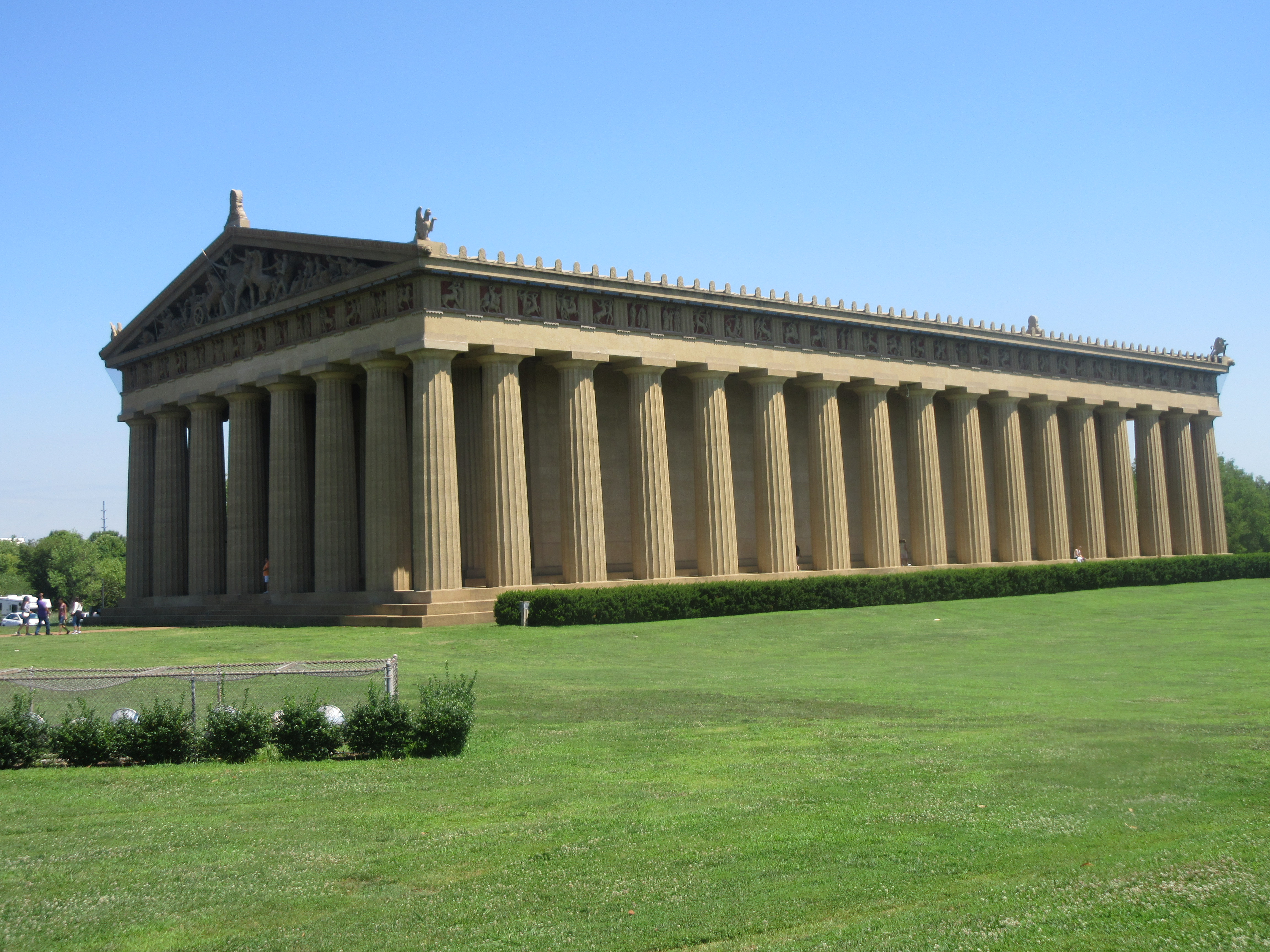
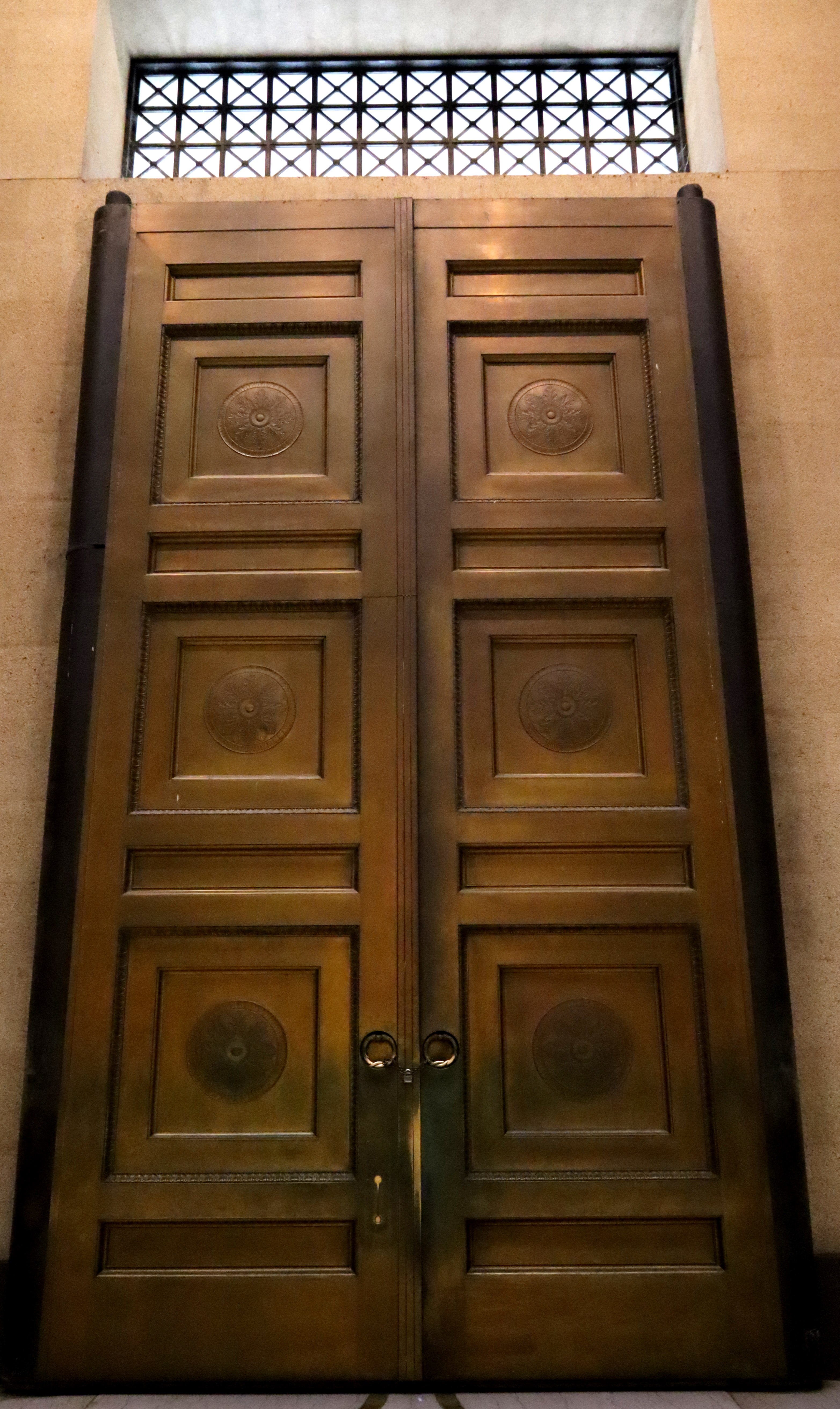
Wejście
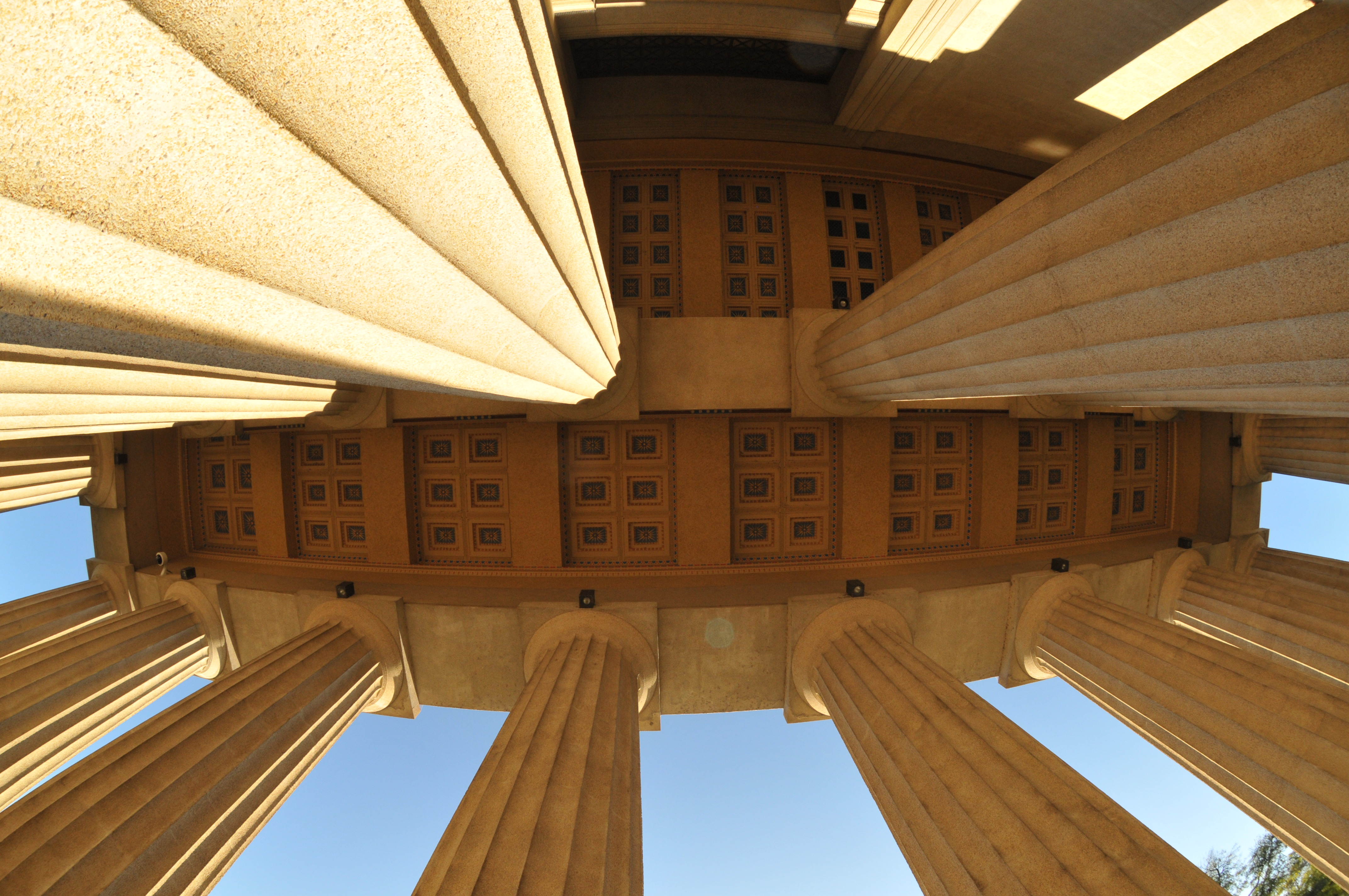
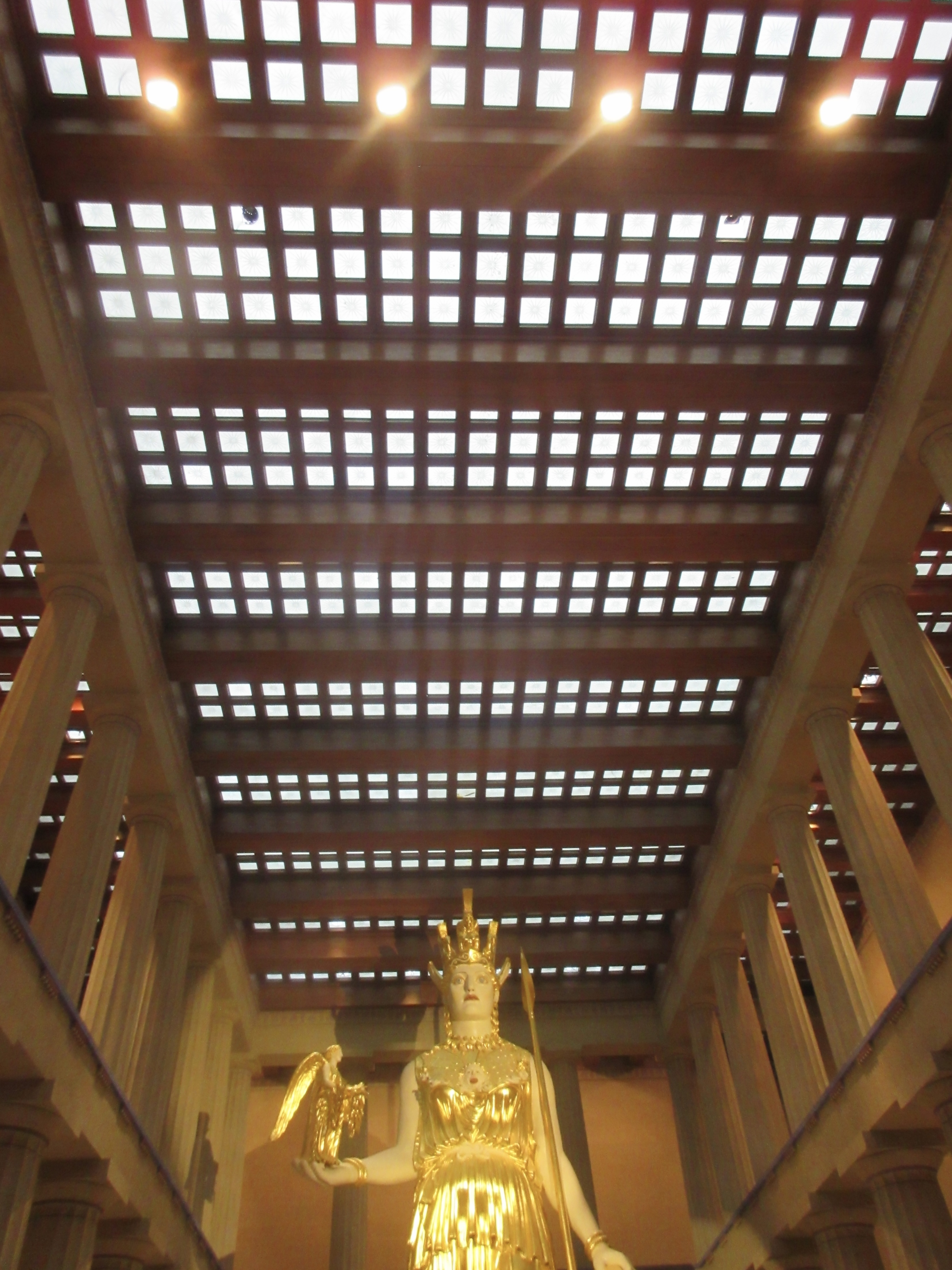
Sufit naosu
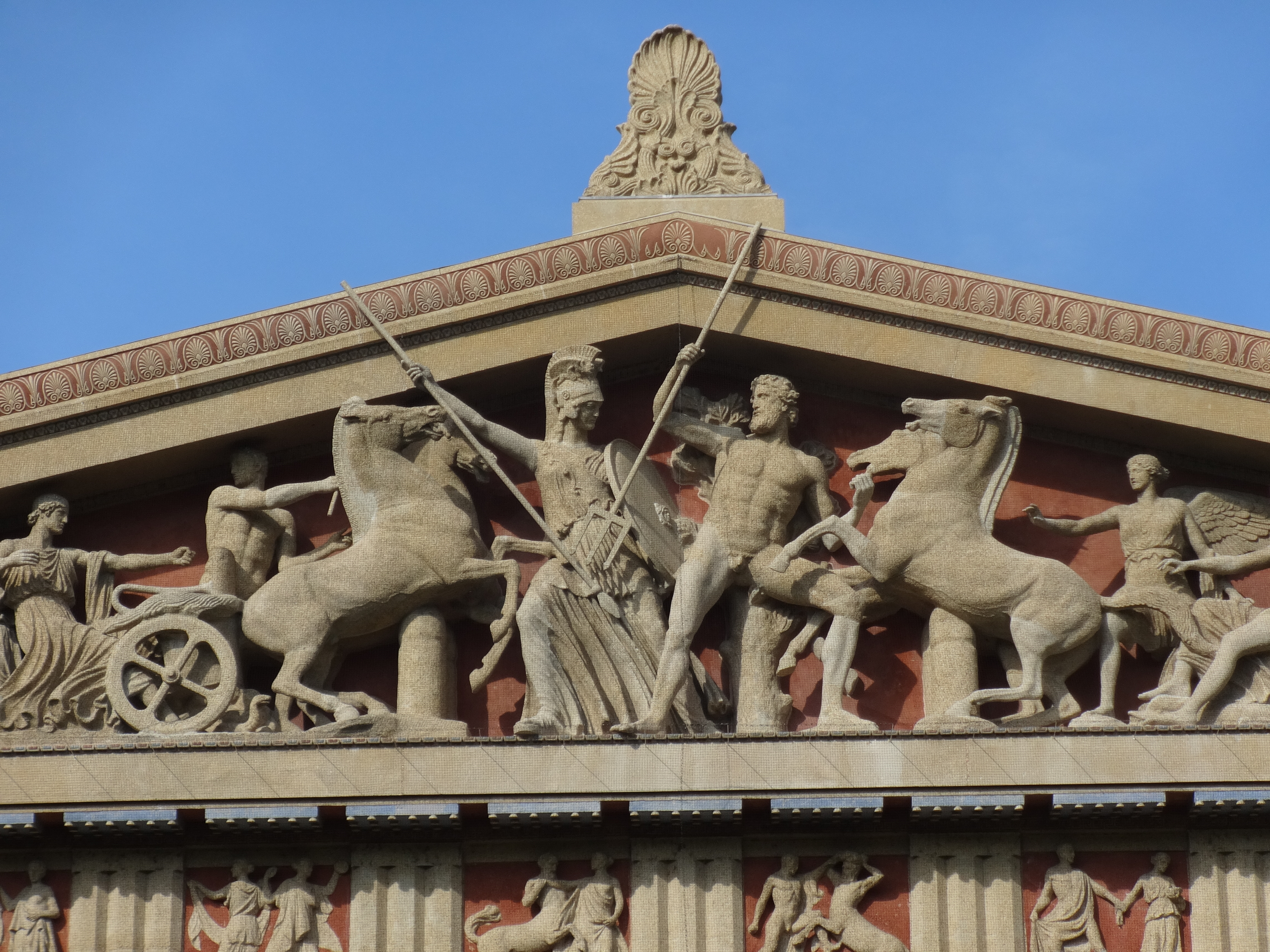
Rzeźby zachodniego frontonu
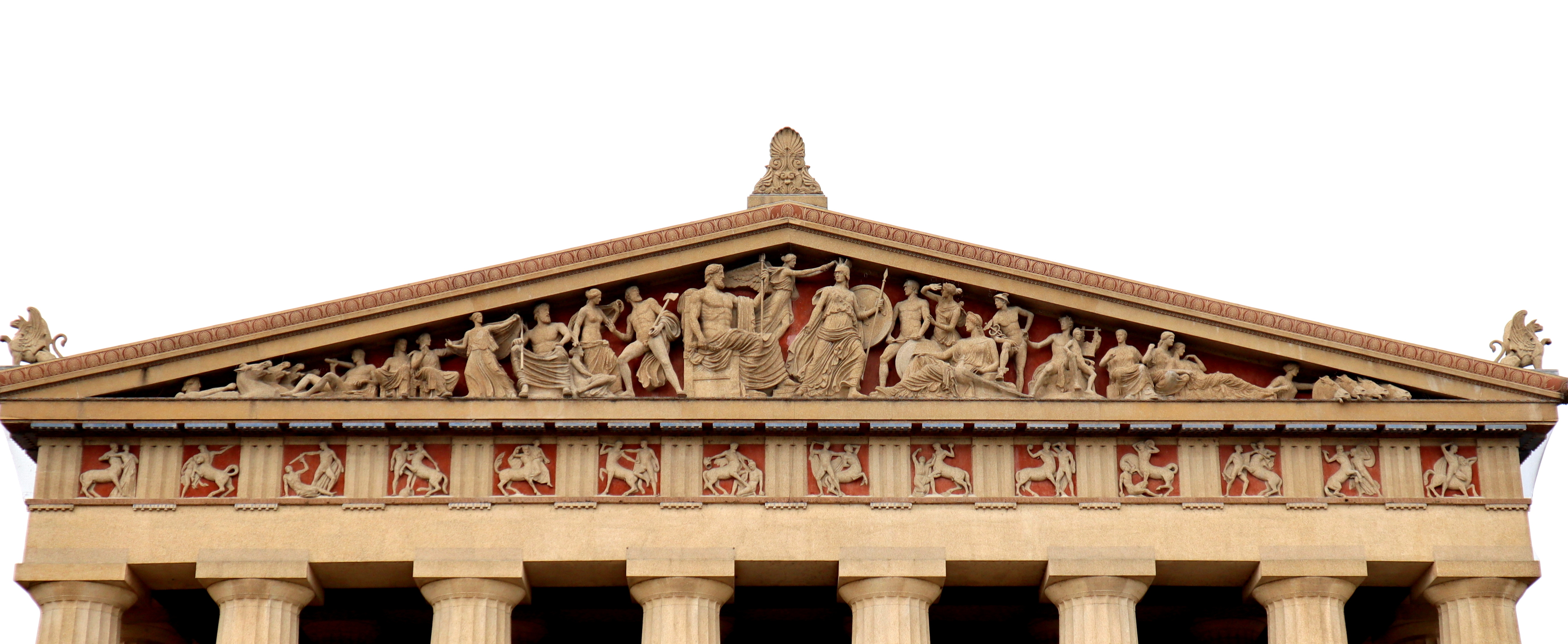
Wschodni fronton
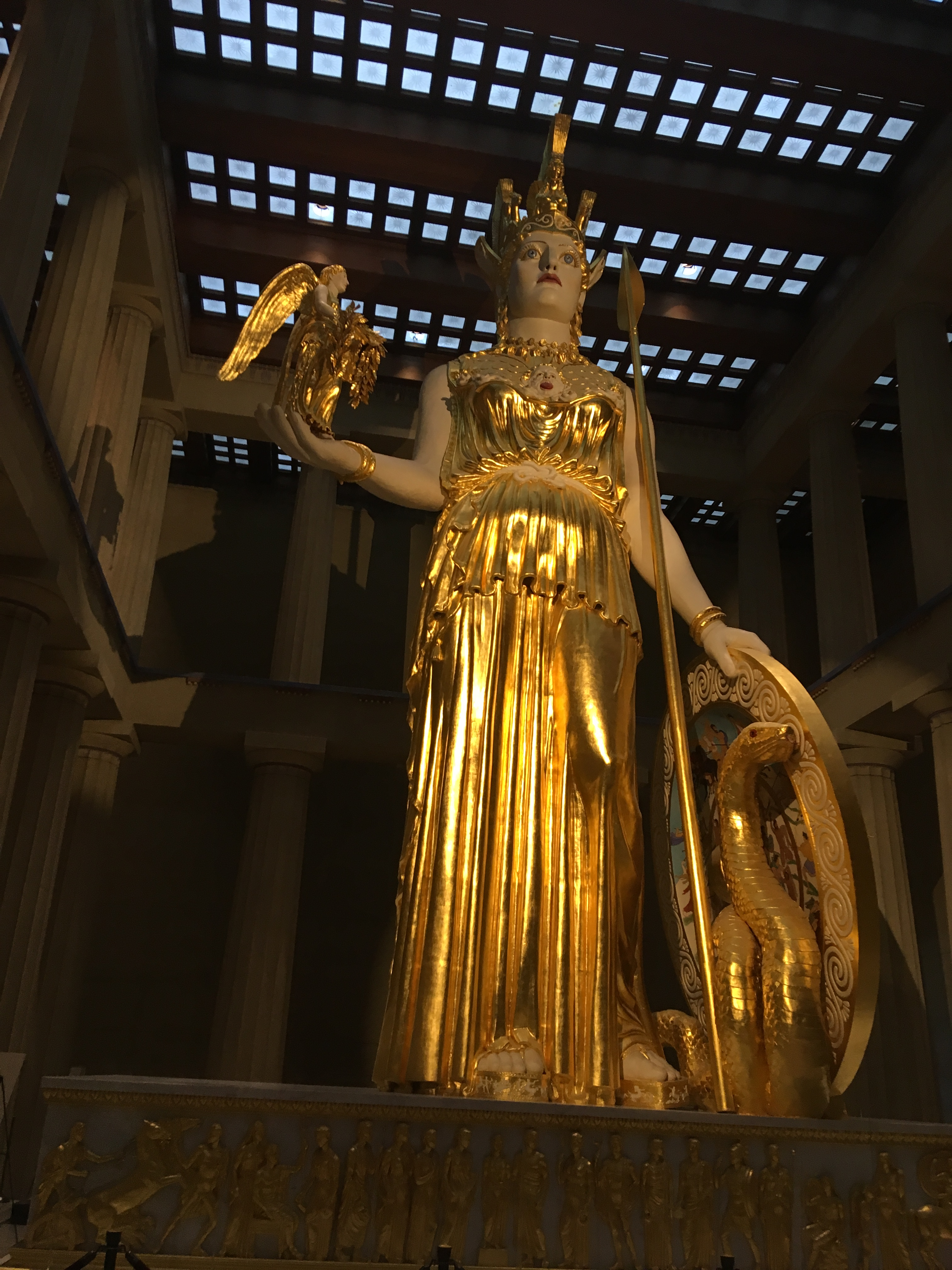
Posąg Ateny Partenos
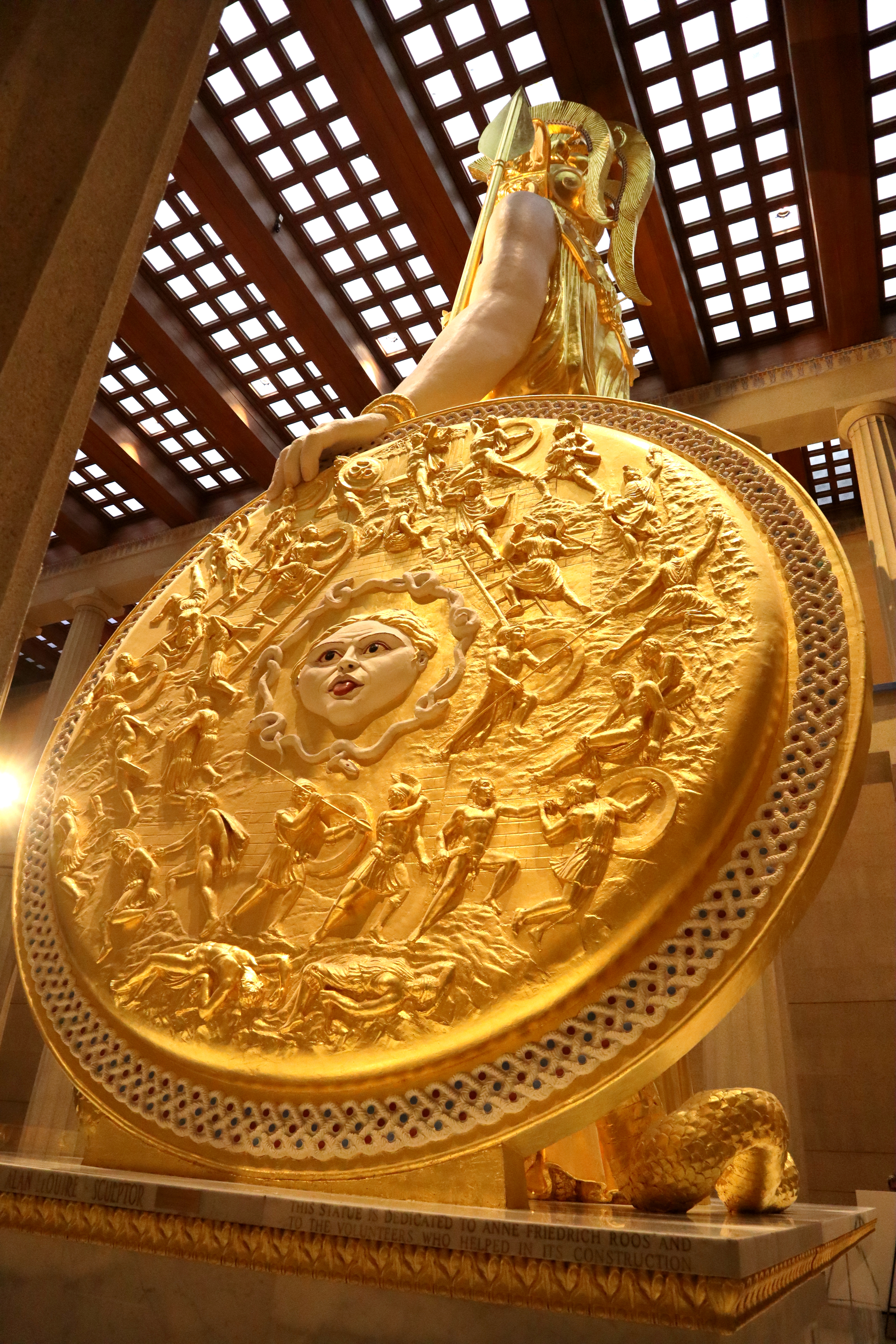
Fragment posągu Ateny
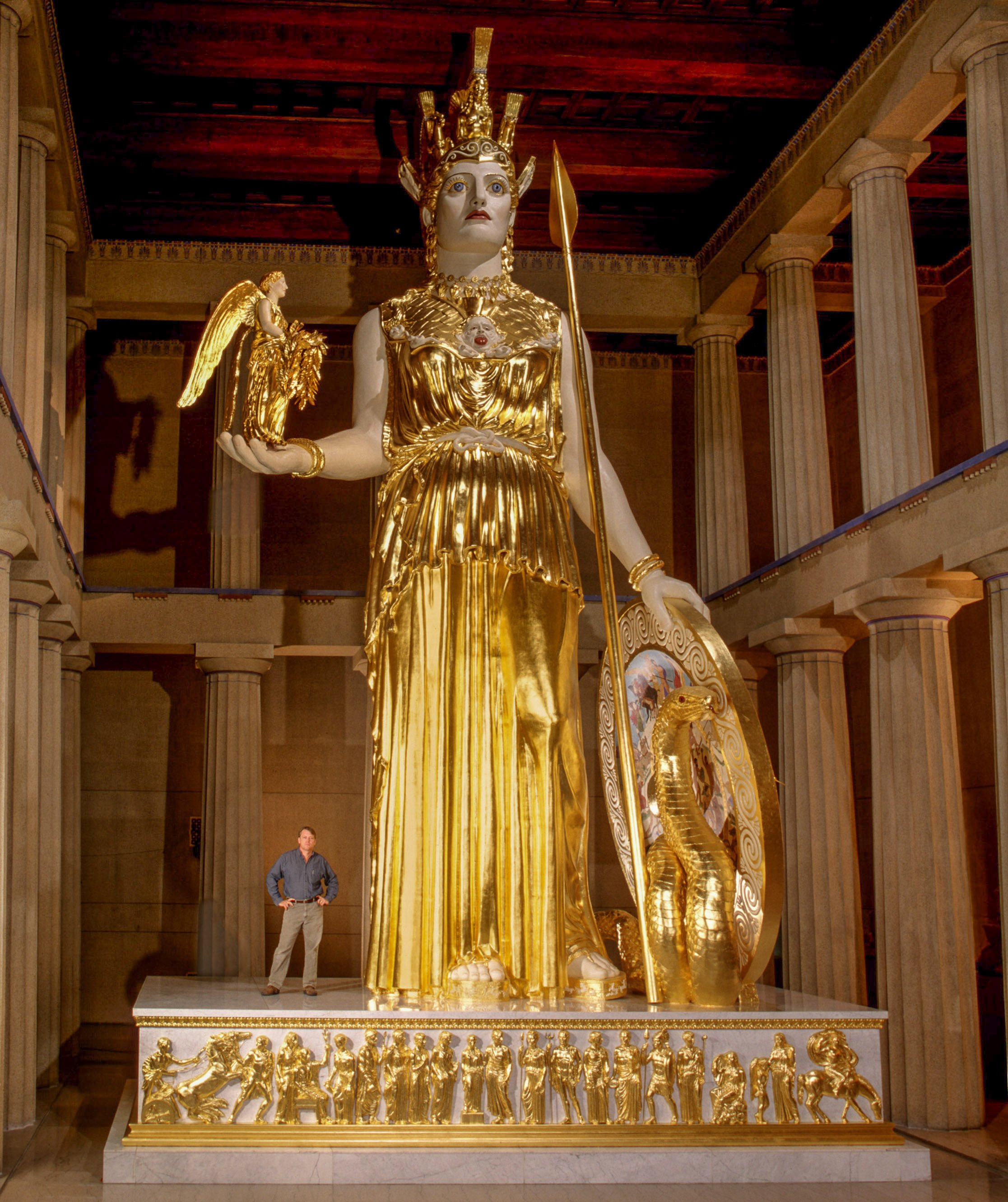
Stojący obok człowiek pomaga wyobrazić sobie rozmiar posągu